# Ioannis Zizioulas

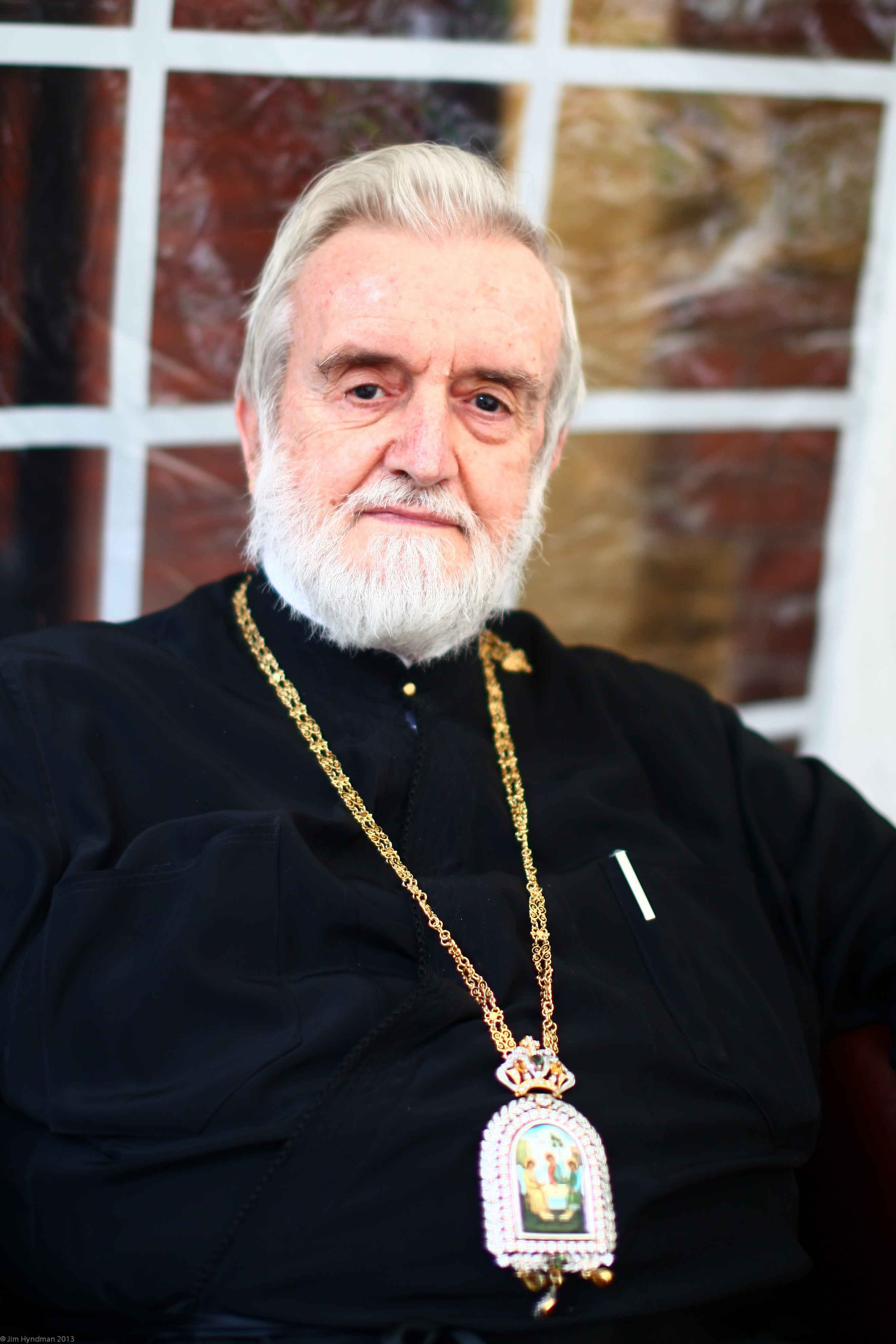
Ioannis Zizioulas (2014)

Ioannis (John) Zizioulas (* 10. Januar 1931 in Katafygio, Kozani; † 2. Februar 2023 in Athen) war Metropolit von Pergamon und gilt als einer der bedeutendsten und einflussreichsten orthodoxen Theologen seiner Zeit.

## Akademische Ausbildung und Karriere
Zizioulas studierte Theologie in Thessaloniki und Athen sowie in den USA bei Georges Florovsky und wurde 1965 in Athen promoviert. Zunächst lehrte er in Thessaloniki, doch schon bald ging er nach Schottland, wo er zunächst in Edinburgh und dann in Glasgow 14 Jahre systematische Theologie lehrte. 1986 wurde er von der Synode des Ökumenischen Patriarchats zum (Titular-)Metropoliten von Pergamon gewählt. Später leitete er das Büro des Ökumenischen Patriarchats in Athen, war Mitglied und Präsident der Athener Akademie und leitete die orthodoxe Delegation in der offiziellen Kommission für den theologischen Dialog zwischen orthodoxer und katholischer Kirche.
Er starb Anfang Februar 2023 im Alter von 92 Jahren nach langer Krankheit in einem Krankenhaus in Athen.

## Theologie
Die theologische Arbeit von Zizioulas konzentrierte sich auf die Themen Ekklesiologie und Anthropologie. Seine Theologie reflektiert den Einfluss russischer Exiltheologen wie Nikolai Afanassieff, Vladimir Lossky und seines Lehrers Georges Florovsky. Zudem wurde Zizioulas maßgeblich von der asketischen Theologie des Archimandriten Sophroni Sacharow beeinflusst. Die meisten seiner Bücher sind auf Englisch und Französisch erschienen, im deutschen Sprachraum ist er bisher noch kaum rezipiert.

### Ekklesiologie
Die Übersetzung des Titels seiner griechischsprachigen Dissertation ins Deutsche lautet „Die Einheit der Kirche in der göttlichen Liturgie und im Bischof in den ersten drei Jahrhunderten“. Darin steckt gewissermaßen sein theologisches Programm; er ist einer der wichtigsten Vertreter der „eucharistischen Ekklesiologie“, wonach die Kirche nicht primär aus der Perspektive der Gesamtkirche betrachtet wird, sondern von der Ortskirche her: Die mit dem und um den Bischof Eucharistie feiernde Gemeinde ist die Kirche schlechthin. Zizioulas und die anderen Vertreter der eucharistischen Ekklesiologie greifen damit das altkirchliche Prinzip auf, das die Kirche in der einzelnen Ortskirche sieht.
Die eucharistische Ekklesiologie ist weit rezipiert worden. In der Orthodoxie gilt sie als patristisch fundierte Alternative zur so genannten „Schultheologie“, also der Überformung orthodoxen theologischen Denkens durch westliche Kategorien und Fragestellungen. Diese „Pseudomorphose“ ist am vehementesten von Zizioulas’ Lehrer Florovsky beklagt worden. Durch seinen Ansatz gibt Zizioulas der orthodoxen Theologie die Möglichkeit, die von Florovsky und anderen geforderte Rückkehr zu den Vätern zu verwirklichen und zugleich aus der Vätertheologie (und der Praxis der Alten Kirche) einen kreativen Neuansatz vorzulegen, der auch die katholische Theologie beeinflusst hat.

### Anthropologie
Auch in seinen Schriften zur Anthropologie bewegt sich das Werk von Zizioulas im Spannungsfeld zwischen dem Einen und der Mehrzahl. Das betrifft die Anthropologie („Being as communion“, „Communion and Otherness“), in der er immer wieder versucht, ein Gleichgewicht zwischen beiden Polen zu finden. Die Analogie zur Frage nach der Trinität liegt nahe; die Theologie der Kappadokier und von Maximus Confessor dienen ihm als die wichtigsten Quellen.

### Rezeption
In der Orthodoxie ist sein Ansatz heute weit verbreitet, wenn auch nicht unumstritten. Viele wichtige Theologen berufen sich auf ihn, besonders in den griechischsprachigen und in der serbischen Kirche. Er genießt weithin große Autorität. Die ökumenischen Konsequenzen, die Zizioulas aus seiner Theologie zog, werden innerorthodox auch kritisiert, was allerdings vor allem im Kontext der allgemeinen Kritik an der Ökumene zu sehen ist, die in der Orthodoxie weit verbreitet ist.

## Ökumenische Bedeutung
Durch sein theologisches Denken eröffnete Zizioulas die Möglichkeit eines Neuanfangs im ökumenischen Dialog, der sich nicht in der Behandlung konkreter Dissense in Lehrfragen erschöpft, sondern viel grundlegender ansetzt und somit indirekt auch Fragen der theologischen Hermeneutik impliziert. Die eucharistische Ekklesiologie ermöglicht eine neue Betrachtungsweise des Kirchenverständnisses; sie hat die Diskussion zwischen  römisch-katholischer und Orthodoxie von der Konzentration auf Fragen der Kirchenstruktur (Papsttum, Unierte) auf eine grundsätzliche Ebene gebracht, auf der eine Einigung grundsätzlich viel aussichtsreicher ist. Zizioulas war seit 2006 orthodoxer Ko-Vorsitzender der offiziellen Dialogkommission zwischen beiden Kirchen.

## Ehrungen
- Ehrendoktorwürden
  - Institut Catholique in Paris
  - Orthodoxe Theologische Fakultät in Belgrad
  - 2010: Westfälische Wilhelms-Universität Münster[2]
  - 2015: Ludwig-Maximilians-Universität München[3]

## Werke
- Remembering the Future: An Eschatological Ontology. T & T Clark, London 2009, ISBN 0-567-03234-5.
- Lectures in Christian Dogmatics. Hrsg. von Douglas Knight und Katerina Nikolopulu. Continuum imprint, London 2008, ISBN 978-0-5670-3315-4.
- Communion & Otherness: Further Studies in Personhood and the Church. Hrsg. von Paul McPartlan. T & T Clark, London 2006, ISBN 0-567-03147-0.
- Being as Communion: Studies in Personhood and the Church (= Contemporary Greek Theologians; 4). St. Vladimir’s Seminary Press, Crestwood (New York), 1993, ISBN 0-88141-029-2. Neudruck: Darton Longman & Todd, London, 2017, ISBN 978-0-232-52531-1.
- L’Être Ecclésial (= Perspective orthodoxe; 3). Labor et Fides, Genf 1981, OCLC 63254903.
- L’Eucharistie (= Eglises en dialogue; 12). Mame, Tours 1971, OCLC 1075861501.
- Eucharist, Bishop, Church: The Unity of the Church in the Divine Eucharist and the Bishop during the first three Centuries. Ekdoseis Grēgorē, Athen 1965, 22009, ISBN 978-960-333608-2. Holy Cross Orthodox Press, Brookline (Massachusetts), 2001, ISBN 1-885652-51-8.